# 延寿院 (我孫子市)
延寿院（えんじゅいん）は、千葉県我孫子市にある真言宗豊山派の寺院。

## 概略と沿革
創建年代は不明である。元々は我孫子宿の中心部にあり、子之権現社（子之神大黒天）の別当寺であった。
1918年（大正7年）、別当寺の縁で子之神大黒天の敷地に移転し、一体化することになった。10月下旬になると、「柴燈護摩火渡り」と呼ばれる火渡りが執り行われる。

### 子之神大黒天
行基は下総国分寺で薬師十二神将を制作して安置した。ところが火災に遭ったことから、宥啓阿闍梨が子将神像と大黒天像を持ち出して各地を転々とするようになった。964年（康保元年）、我孫子のこの地に至り安置することになった。これが子之権現社の起源である。
その後、源頼朝が足腰の痛みで動けなくなった時、「子之権現の化身」を名乗る老人がヒイラギの葉で頼朝の足を祓ったところ快癒したことから、足腰の病に効くと評判が立つようになった。頼朝は幕府開設後、感謝の意を込めて社殿を寄進し、1本の松を植えたという。この「頼朝公手植えの松」は1970年（昭和45年）の火災で本堂と共に焼失した。

## 交通アクセス
- JR東日本常磐線我孫子駅より徒歩20分。